# Sur-les-Bois (Saint-Georges-sur-Meuse)
Sur-les-Bois is een gehucht in de gemeente Saint-Georges-sur-Meuse in de Belgische provincie Luikse. Het ligt in het oosten van de gemeente, tegen de grens met Gleixhe, bijna twee kilometer ten oosten van het dorpscentrum van Saint-Georges-sur-Meuse.

## Geschiedenis
Op de Ferrariskaart uit de jaren 1770 is hier het landelijke gehuchtje Sur les bois weergegeven.
De plaats heeft sinds 1995 veel te lijden van de uitbreiding van de Luchthaven Luik-Bierset die veel geluidsoverlast veroorzaakt, mede door nachtvluchten, waardoor de bevolking sterk achteruit is gegaan.

## Bezienswaardigheden
- De Sint-Leonarduskerk (Église Saint-Léonard). Dit is een neoromaans kerkgebouw uit 1909, ontworpen door Th. Grisard en Em. Grisard.

## Nabijgelegen kernen
- Saint-Georges-sur-Meuse
- Warfusée
- Gleixhe
- Awirs

Dommartin · La Mallieue · Saint-Georges-sur-Meuse · Stockay · Sur-les-Bois · Tincelle · Warfusée · Yernawe

Belgische gemeenten · Arrondissement Verviers · Luik · Wallonië